# Auditório Ibirapuera
Entrada do Auditório Ibirapuera
O Auditório Ibirapuera é um edifício concebido por Oscar Niemeyer para apresentações de espetáculos musicais, além de ser também uma escola de música popular brasileira, situado no Parque do Ibirapuera, em São Paulo, Brasil. Em julho de 2014, passou a ser oficialmente chamado de Auditório Ibirapuera - Oscar Niemeyer.

## Histórico

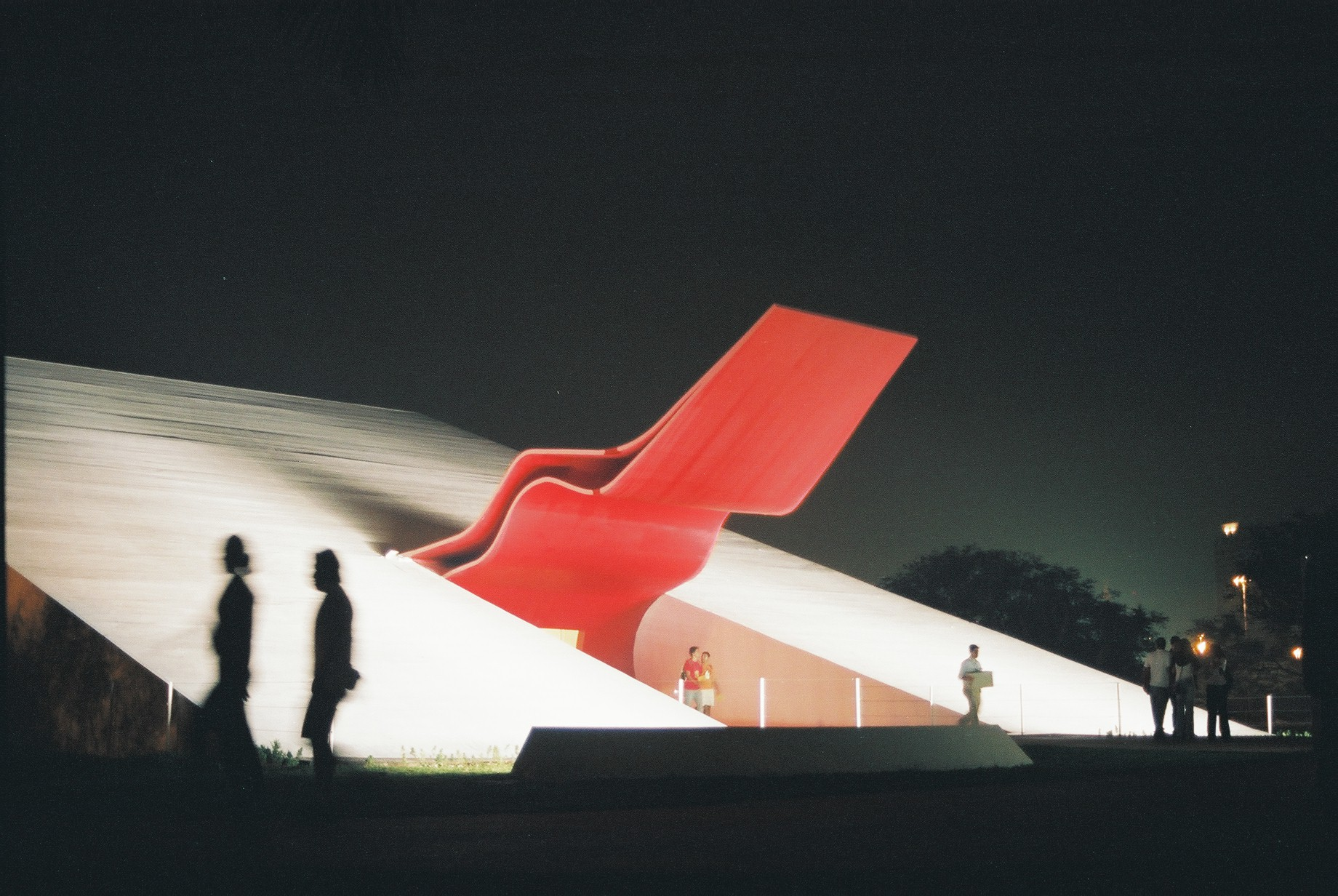
Auditório Ibirapuera à noite

O auditório completa o grupo de edifícios no Parque Ibirapuera, como concebido originalmente pelo arquiteto Oscar Niemeyer em 1950. Em relação à proposta original faltou apenas a praça de acesso que separa a Oca, que serviria como a principal entrada para o parque.
A construção do auditório foi alvo de intensa polêmica, que não se esgotou com sua inauguração, em outubro de 2005, pois, em virtude de o conjunto arquitetônico do Parque Ibirapuera ser tombado, o acréscimo de novas construções ao conjunto sofreu críticas e embargos judiciais, até ser permitido o início da obra em 2002.
Em 2008, o Grammy Latino brasileiro foi apresentado no Auditório Ibirapuera.

## Concepção arquitetônica e organização interna
O prédio possui simplicidade volumétrica singular, sendo composto de um bloco único, que em planta tem a forma de um trapézio e, em corte, a forma de um triângulo e, assim como os demais prédios do parque, e grande parte da obra do arquiteto, o auditório é inteiramente branco, composto de concreto armado e pintura impermeabilizante na cor branca.

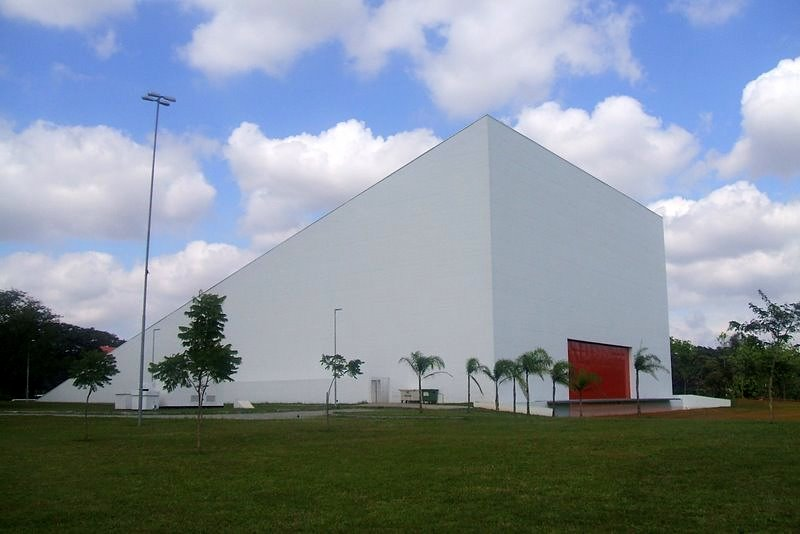
Vista da fachada sul, com parede retrátil para concertos ao ar livre.

O bloco único contrapõe-se à arquitetura usual de salas para concertos com o chamado "palco italiano", exemplificado pela Ópera de Paris e pelos Teatros Municipais de São Paulo e Rio de Janeiro. As características destes espaços manifestam-se em edifícios com três volumes principais: o foyer ou entrada, seguido pela plateia e seus acessos, culminando com a caixa cênica e seu urdimento altíssimo criando uma "corcova" tipica dos edifícios de Óperas. No Auditório Ibirapuera o arquiteto passou um traço unindo os três volumes, criando um sólido em forma de cunha.

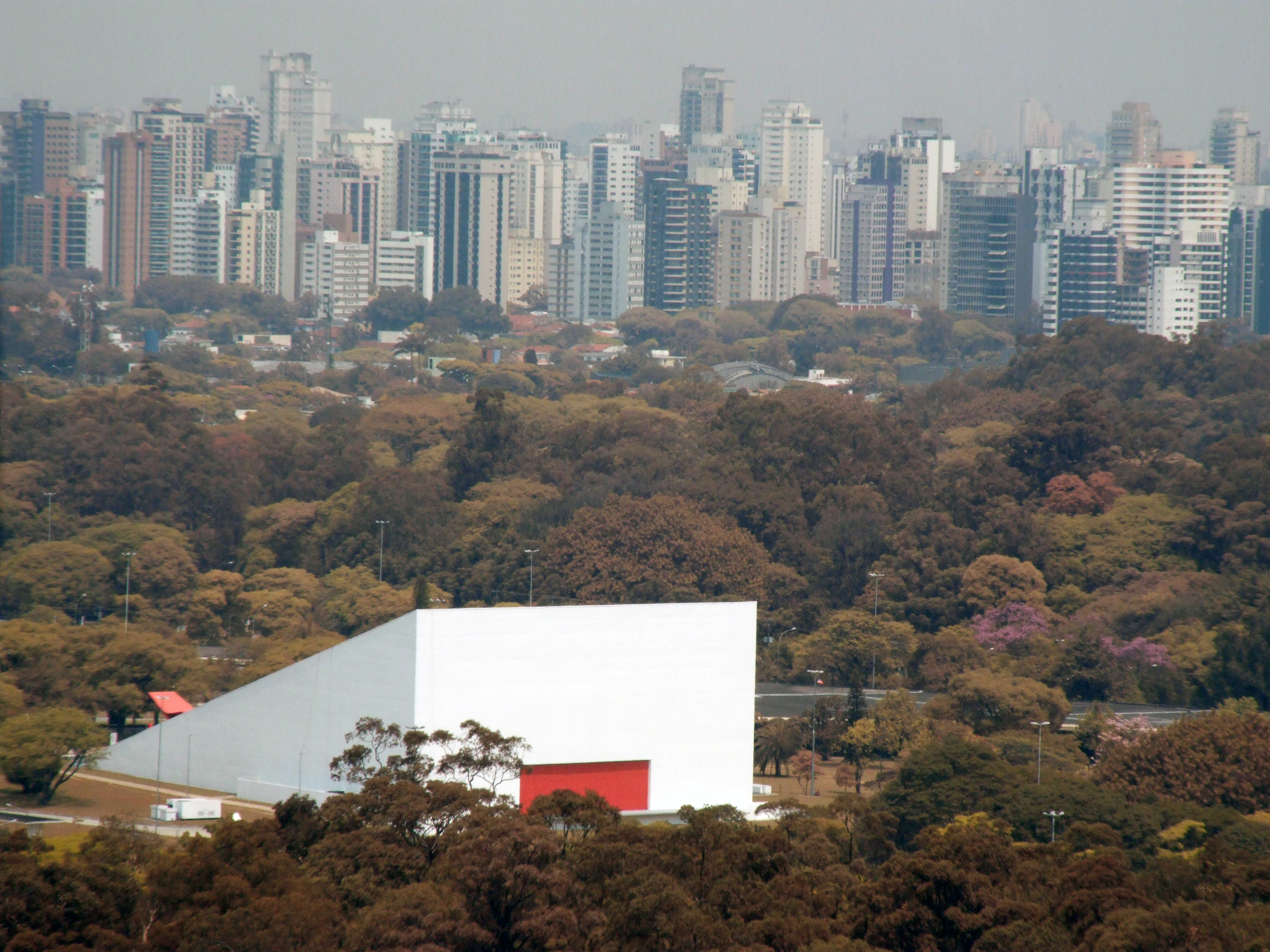
Auditório com Moema ao fundo

Destaque para a impressionante perspectiva, que cria um edifício pequeno e não intrusivo ao ser visto de frente, com a ilusão de ótica reduzindo o tamanho da parte alta do prédio exatamente ao mesmo tamanho do encontro da rampa com a grama, duas vezes menor no trapézio em planta. Isto gera uma sensação de "criação de espaço" ao se entrar na plateia, que não cabe na percepção do prédio que temos, iludida.
O conjunto formado pelo auditório juntamente com a Oca, que é uma semiesfera, composto de dois edifícios de volumes puros e brancos, era considerado por Niemeyer, o mais importante do projeto, do ponto de vista arquitetônico. A articulação do conjunto seria feita por uma grande praça cívica e uma marquise com passarela, que não foram realizadas.
Uma marquise, executada em metal pintado de vermelho, cobre o acesso principal e devido à sua forma e cor dá identidade ao prédio, caracterizando-o e o diferenciando dos demais. Por este motivo, o elemento foi transformado em logomarca do auditório e batizado oficialmente de "Labareda".

## Crítica
Em 28 de setembro de 2014, foi publicado na Folha de S.Paulo o resultado da avaliação feita pela equipe do jornal ao visitar os sessenta maiores teatros da cidade de São Paulo. O local foi premiado com quatro estrelas, "bom", com o consenso: "Com projeto de Oscar Niemeyer (1907-2012), tem belo hall de entrada (espaçoso, mas com poucos locais para se sentar) e escultura assinada por Tomie Ohtake. O café, aos fundos, é pequeno e dispõe de poucas opções de bebidas e salgados. A sala é bastante confortável, e a visibilidade é boa de todos os assentos. A programação contempla shows e espetáculos de todos os estilos —o local abrigou, em março [de 2014] (...) a MITsp (Mostra Internacional de Teatro de São Paulo)".